# Панель управления веб-хостингом

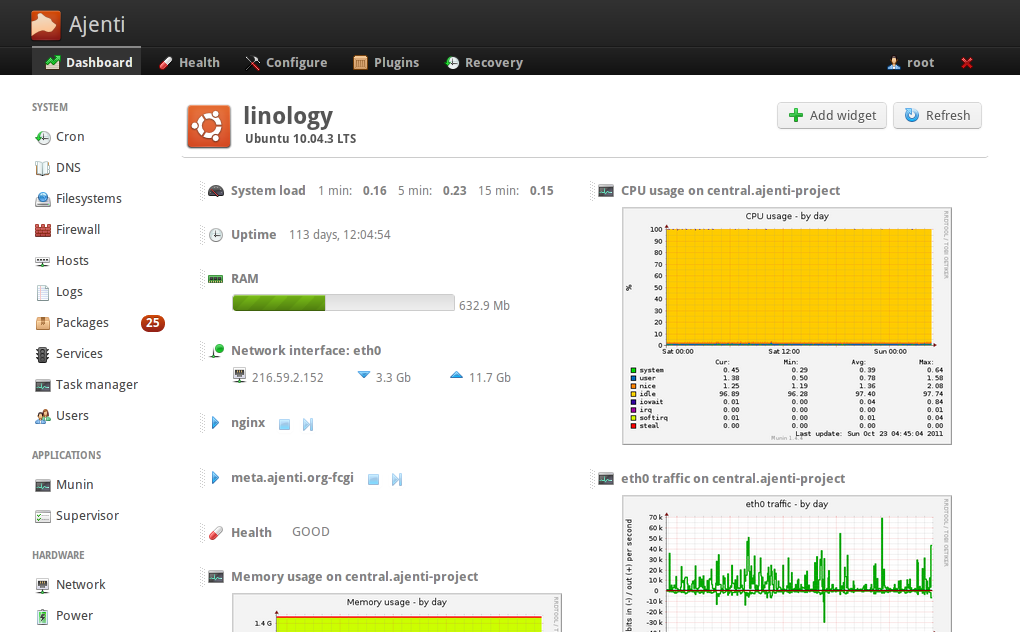
Скриншот панели управления веб-хостингом Ajenti

Панель управления веб-хостингом — веб-интерфейс, предоставляемый хостинг-провайдером, позволяющий пользователям управлять своими серверами и размещенными службам.
Панели управления веб-хостингом обычно включают в себя следующие модули:
- Веб-сервер (например Apache HTTP Server, NGINX, IIS)
- DNS-сервер
- Почтовый сервер и фильтр спама.
- FTP-сервер
- База данных
- Файловый менеджер
- Системный монитор
- Анализатор журналов
- Межсетевой экран
- phpMyAdmin